# Người Merina
Người Merina, cũng được gọi là Imerina, Antimerina hay Hova, là dân tộc đông nhất tại Madagascar. Đây là nhóm người Malagasy "Cao Địa" chiếm ưu thế ở Madagascar, và là một trong mười tám dân tộc chính thức của nước này. Họ có nguồn gốc từ những người Mã Lai-Indonesia đến Madagascar từ trước thế kỷ thứ 5, rồi kết hợp với người Ả Rập, người châu Phi và một số dân tộc khác. Họ nói phương ngữ Merina, phương ngữ "chuẩn" được dùng làm ngôn ngữ chính thức tại Madagascar.
Người Merina thường cư ngụ tại phần trung tâm của đảo (tỉnh Antananarivo cũ). Từ cuối thế kỷ 18, những vị quân chủ Merina bắt đầu tìm cách mở rộng quyền lực chính trị và lãnh thổ đất nước họ, trong đó, vua Radama I là người đã thống nhất Madagascar dưới sự thống trị của người Merina. Người Pháp đã gây nên hai cuộc chiến tranh với người Merina vào năm 1883-1885 và năm 1895, bắt đầu thực dân hóa Madagascar năm 1895–96, và cuối cùng xóa bỏ nền quân chủ Merina năm 1897.
Người Merina đã xây dựng những công trình kiến trúc sáng tạo và tạo nên những ruộng lúa màu mỡ trên vùng cao nguyên Madagascar từ thể kỷ 18. Họ từng có hệ thống phân cấp xã hội với những cấp bậc khác nhau.